# Armada (romanzo)
Armada è un romanzo di fantascienza del 2015 di Ernest Cline, il secondo pubblicato dallo sceneggiatore e scrittore statunitense. È stato pubblicato il 14 luglio 2015 da Crown Publishing Group (una divisione di Penguin Random House). La storia è incentrata su un adolescente statunitense appassionato di Armada, un videogioco online in cui bisogna difendere la Terra da un'invasione aliena, che scoprirà una cospirazione di portata globale.
Wil Wheaton, che aveva narrato la versione in audiolibro in lingua originale del precedente (nonché primo) romanzo di Cline, Ready Player One, ha prestato la sua voce anche per l'audiolibro di Armada.

## Trama
Zackary Lightman è un adolescente di Beaverton (Oregon), appassionato di film di fantascienza e videogiochi, che un giorno vede dalla finestra della sua aula scolastica un disco volante compiere strane evoluzioni e traiettorie nel cielo. Quel che è peggio, la navicella sembra essere del tutto uguale ad un Caccia Falcione, la nave da guerra dei Sobrukai, i malvagi alieni invasori di Armada, il videogioco preferito di Zack e sul quale trascorre le notti. Temendo di essere impazzito, Zack scappa dalla scuola incurante dei rimproveri del suo professore di matematica e si precipita nella soffitta di casa sua dove ritrova un quaderno del suo defunto padre Xavier Ulysses Lightman in cui il genitore parla di una teoria della cospirazione comprendente film di fantascienza (come Star Wars, Navigator, Giochi stellari), romanzi (Il gioco di Ender), e videogiochi incentrati su invasioni aliene e simulazioni militari. Zack scoprirà non solo che quello che ha visto è la pura realtà, ma perfino che le sue capacità di gamer con pochi confronti si riveleranno presto essenziali nella corsa globale per scongiurare la fine del mondo.

## Edizioni
- Ernest Cline, Armada, traduzione di Ilaria Katerinov, DeA Planeta, 2018,  p. 430, ISBN 978-88-511-6563-5.

## Altri media

### Audiolibro
Da questo romanzo è tratto un audiolibro in lingua originale narrato dall'attore Wil Wheaton.

### Film
È in progetto la realizzazione di un film basato sul romanzo.